# Princeville, Illinois
Princeville är en ort i Peoria County i delstaten Illinois, USA.